# 에뢰섬

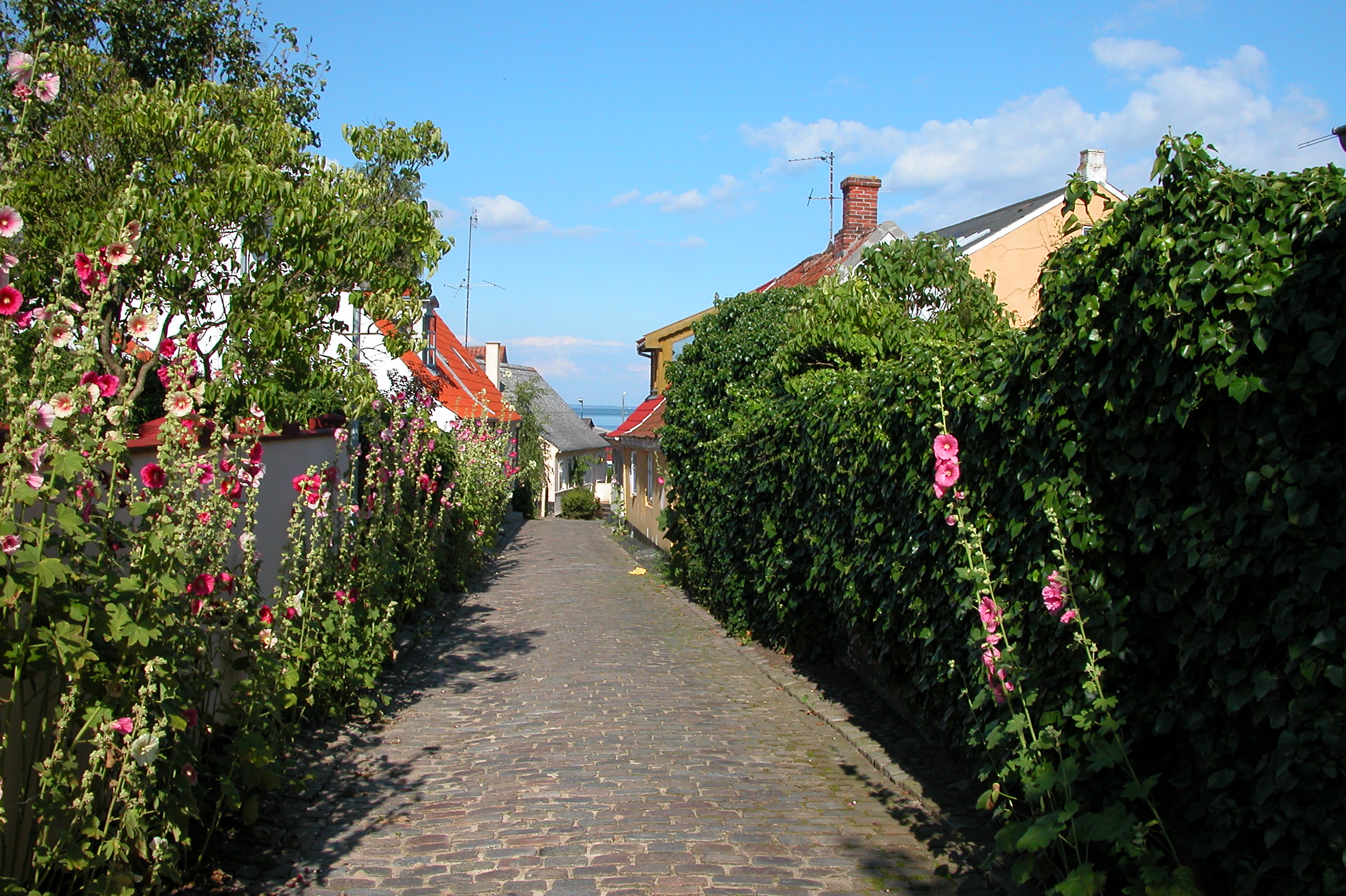
에뢰섬의 마르스탈(Marstal) 마을

에뢰섬(덴마크어: Ærø)은 발트해에 위치한 덴마크의 섬으로 면적은 88km2, 인구는 6,383명(2014년 기준), 인구 밀도는 75.8명/km2이다. 행정 구역상으로는 남덴마크 지역 에뢰시에 속한다. 섬 이름은 덴마크어로 "단풍나무의 섬"을 뜻한다.
에뢰섬에서 가장 큰 마을은 마르스탈(Marstal)이다. 섬 안에는 면적이 18,365m2에 달하는 세계 최대 규모의 태양광 발전소가 들어서 있는데 이는 마르스탈 마을의 전력 소비량 가운데 1/3을 차지한다. 2002년에 준공된 에뢰섬의 현대적인 풍력 터빈 3대는 에뢰섬 전체 전력 소비량의 절반을 공급하고 있다.
발트 해와 접한 덴마크의 섬들 중에서 유일하게 다리와 연결되어 있지 않은 섬이다. 알스섬, 퓐섬, 랑엘란섬을 연결하는 카페리 노선이 운행되고 있다.

## 같이 보기
- 덴마크의 섬 목록